# Eiaculazione retrograda
In un maschio, l'eiaculazione retrograda è il fenomeno o, per estensione, la malattia in cui lo sperma viene eiaculato nella vescica urinaria.

## Cause
- Disfunzioni del sistema nervoso autonomo
- Disfunzioni della prostata
- Complicazioni di operazioni chirurgiche a carico della prostata compiute attraversando l'uretra o di una linfoadenectomia retroperitoneale
- Farmaci, principalmente antidepressivi e neurolettici[1]

## Diagnosi
L'eiaculazione retrograda è indistinguibile dall'aneiaculazione, specie nella sua variante orgasmica, senza un esame delle urine che constati la presenza di spermatozoi nell'urina.

## Trattamento
Il trattamento è principalmente a base di pseudoefedrina o l'antidepressivo imipramina, con una efficacia di circa il 40%.
Riguardo ai problemi di fertilità, sarebbe sufficiente una inseminazione artificiale con sperma isolato per centrifugazione dall'urina.